# Caso Ryutin

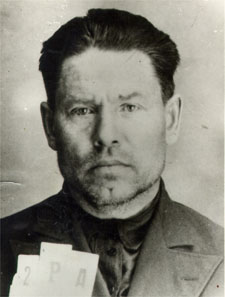
Martemyan Ryutin

O Caso Ryutin (1932) foi uma das derradeiras tentativas de oposição a Josef Stalin no interior do Partido Comunista Soviético.

## História
Martemyan Ryutin (1890-1937, Рютин Мартемьян Никитич) foi um velho bolchevique e secretário do Comitê Local de Moscou do Partido Comunista na década de 1920. Entre dezembro de 1927 e setembro de 1930, ele foi candidato (não votante) e membro do comitê central do Partido Comunista Soviético e aderente da ala moderada no interior do partido, liderada pelo teórico Nikolai Bukharin e pelo primeiro-ministro Aleksei Rykov. Quando os últimos membros dessa corrente foram derrotados e destituídos por Stalin, entre 1928 e 1930, Ryutin também foi destituído. Em setembro de 1930, foi expulso do Partido Comunista, seis semanas mais tarde foi preso devido aos seus posicionamentos oposicionistas. Foi libertado em 17 de janeiro de 1931, sendo-lhe permitida a volta ao Partido, mas voltou a cair pela sua oposição ao regime de Stalin.
Com Stalin já firmemente à frente do Partido e com toda a desavença pelo fato de ter sido punido mediante a expulsão é o exílio, Ryutin decidiu agir em segredo. Em Junho de 1932, escreveu o “Apelo a todos os membros do Partido Comunista (Bolchevique)”, com que apresentou, num documento de quase 200 páginas, a “Plataforma dos Marxistas-Leninistas”, conhecida também como “Plataforma Ryutin”. Nesse documento clamou a pôr fim à coletivização forçada (“paz para o campesinato”), diminuir o ritmo da industrialização, a reincorporação de todos os membros do Partido anteriormente expulsos, seja pela esquerda, seja pela direita, incluindo o próprio Leon Trotsky, e um “novo começo”. Um dos capítulos da Plataforma é dedicado ao próprio Stalin, denominado “Coveiro da Revolução” e “Gênio diabólico do Partido e da Revolução”. Consoante à sentença de Bukharin, Ryutin afirmou que “sem a eliminação de Stalin, é impossível restaurar a saúde, quer do Partido, quer do País”.
A Plataforma Ryutin foi distribuída entre amigos de Ryutin e líderes oposicionistas nas fábricas de Moscou, durante o verão e inícios do outono de 1932. Foi rapidamente informada à OGPU, polícia secreta de Stalin. Em 23 de setembro, Ryutin foi preso junto com outros suspeitos. No dia 2 de outubro, um grupo de pessoas próximas de Ryutin, conhecido como "grupo Ruytin", foi expulso do Partido, e a documentação foi completamente eliminada. De fato, o conhecimento atual dos conteúdos da Plataforma Ryutin deriva da cópia transcrita a partir do que foi conservado dos arquivos da polícia secreta. A OGPU encaminhou a questão do destino de Ryutin Politburo.
Não se conserva nenhuma gravação destas reuniões do Politburo. Alguns historiadores, liderados por Robert Conquest, adotaram a tese de Boris Nikolaevsky em “Carta de um Velho Bolchevique” (1936), baseada nas conversas dele com Bukharin a começos desse ano. Segundo esta versão, houve uma divisão no Politburo entre moderados e extremistas. Stalin defendeu a pena de morte para Ryutin, porque a sua “Plataforma” poderia chegar a inspirar os seus membros a realizar atos de terrorismo e assassinatos. O bloco moderado do Politburo se opôs a Stalin porque não queria violar as posições de Lenin, que eram contrárias ao derramamento do sangue entre bolcheviques.
Supostamente, Sergei Kirov falou com “particular veemência contra o recurso à pena de morte”, e foi apoiado com maior ou menor força por Sergo Ordzhonikidze, Valerian Kuibyshev, Stanislav Kosior, e Yan Rudzutak, enquanto a posição de Stalin foi apoiada apenas por Lazar Kaganovitch. Recentes pesquisas não encontraram provas documentais que apoiassem essa possibilidade. Sabe-se que Ryutin foi sentenciado a 10 anos de prisão e outros 29 receberam diferentes penas.
Os líderes da Oposição Unificada, Grigory Zinoviev e Lev Kamenev, também foram expulsos do Partido stalinista em outubro de 1932 e exilados para a região dos Urais por não terem informado sobre os fatos previamente à polícia secreta. Ryutin foi provavelmente executado em 1937, durante a Grande Purga, que também ceifou as vidas de Bukharin, Zinoviev, Kamenev, Kosior, Rudzutak e a maior parte do restante dos Velhos Bolcheviques.